# Nicolas Chauvin
 (mai 2021).
Si vous disposez d'ouvrages ou d'articles de référence ou si vous connaissez des sites web de qualité traitant du thème abordé ici, merci de compléter l'article en donnant les références utiles à sa vérifiabilité et en les liant à la section « Notes et références ».
Pour les articles homonymes, voir Chauvin.
Nicolas Chauvin est un soldat français imaginaire incarnant le patriotisme outrancier. Il a donné naissance à l'expression chauvinisme.

## Histoire d'un mythe
Le mythe du soldat Chauvin étant né au XIXe siècle, on a longtemps cru à la réalité de son existence, comme le dictionnaire de Pierre Larousse, mais aucune hypothèse d'identification crédible n'ayant pu être formulée à son sujet, il est acquis, depuis la thèse de doctorat de Gérard de Puymège en 1993, qu'il s'agit d'un personnage de fiction relevant du mythe historique.
Né à Rochefort, il aurait servi dans les armées de la Révolution française et ensuite dans la Grande Armée de l'empereur Napoléon.
Son dévouement et son patriotisme exagérés furent ridiculisés dans diverses pièces de théâtre, comme Les Moissonneurs de la Beauce ou Le Soldat laboureur de Francis, Brazier et Dumersan (1821) et La Cocarde tricolore des frères Cogniard (1831). Rémanence d'un type mythologique issu de l'Antiquité, la popularité de cet archétype de soldat laboureur répondait à un besoin social qui s'est manifesté par son passage dans le langage populaire, où il est à l'origine du terme chauvinisme. 
C'est d'ailleurs l'article consacré à ce mot par le Dictionnaire de la conversation (1845) de Jacques Arago qui décrit pour la première fois le prétendu « Nicolas Chauvin […] né à Rochefort. Soldat à dix-huit ans, il a fait toutes les campagnes. Dix-sept blessures, toutes reçues par devant, trois doigts amputés, une épaule fracturée, un front horriblement mutilé, un sabre d'honneur, un ruban rouge, deux cents francs de pension, voilà le vieux grognard qui se repose au soleil de son pays, en attendant qu'une croix de bois protège sa tombe ».
La quatrième de couverture du livre de Puymège souligne combien « chauvin, chauvinisme, le mot a fait le tour du monde […] Gérard de Puymège, intéressé par l'histoire des passions politiques et de mentalités nationales, a eu l'idée, pour sa thèse, de se lancer à la recherche de ce Nicolas Chauvin […] Au terme de son enquête, la conclusion est formelle : Nicolas Chauvin n'a pas existé. C'est une légende, qui s'est cristallisée sous la Restauration et la Monarchie de Juillet, sous la plume des chansonniers, vaudevillistes et historiens ».
On peut noter par ailleurs que le patronyme de Chauvin a été repris par Alphonse Daudet pour baptiser ainsi le personnage central de La Mort de Chauvin dans le recueil des Contes du lundi. Le personnage de Chauvin y tient le rôle d'un homme résolu à opposer une résistance farouche à l'envahisseur prussien.